# Коккінакі Костянтин Костянтинович
Костянти́н Костянти́нович Коккіна́кі (нар. 26 лютого (11 березня) 1910, Новоросійськ — 4 березня 1990, Москва) — радянський військовий льотчик, Герой Радянського Союзу (1964), заслужений льотчик-випробувач СРСР (1963). Молодший брат відомого льотчика Володимира Костянтиновича Коккінакі.

## Життєпис
Походив із родини понтійських греків. Народився 26 лютого (за новим стилем — 11 березня) 1910 року у місті Новоросійську. Працював вантажником у порту, матросом, матросом-рятувальником.
У Червоній Армії із січня 1930 року. Закінчив Сталінградську військову авіаційну школу льотчиків у 1932 році. Служив у стройових частинах ВПС.
З 1936 до 1939 року — льотчик-випробувач військової прийомки авіазаводу № 1 (м. Москва). Випробував серійні літаки Р-5, Р-7, ДІ-6, І-15 біс, І-153.
Із серпня 1938 року по березень 1940 року у спеціальному відрядження у Китаї, брав участь у бойових діях проти японських військ. Заступник командира, командир винищувальної авіа групи, згодом військовий радник. Виконав 166 бойових вильотів на винищувачі І-153, у повітряних боях збив особисто 3 та у групі 4 літаки супротивника. В одному із боїв його було збито, але він врятувався, вистрибнувши на парашуті.
Учасник Німецько-радянської війни з червня 1941 року — заступник командира 401-го винищувального авіаційного полку особливого призначення (Західний фронт), який був сформований із льотчиків-випробувачів. Після загибелі С. П. Супруна 4 липня 1941 року очолив полк та перебував на посаді до серпня 1941 року.
Здійснив 98 бойових вилетів на винищувачі МіГ-3. Особисто збив 4 та у групі — 3 літаки супротивника.
Згодом його було відкликано з фронту для випробування англійських винищувачів «Томагавк», що надійшли до СРСР за програмою ленд-ліз, у м. Архангельську.
З 1951 року по 1964 рік на льотно-випробувальній роботі у ОКБ А. І. Мікояна.
У 1964 році пішов з випробувальної роботи. Працював в ОКБ А. І. Мікояна на посадах льотчика транспортного загону ОКБ (1964—1965), провідного інженера у відділі льотних випробувань (1965—1985), старшого інженера (з 1985).
Мешкав у Москві, помер 4 березня 1990 року, похований на Кузьмінському кладовищі у Москві.